# Boucle du Coton
Die Boucle du Coton war ein burkinisches Straßenradrennen.
Das Rennen wurde von 2005 bis 2011 ausgetragen und fand jährlich im Mai statt. Das Etappenrennen zählte zur UCI Africa Tour und war in die UCI-Kategorie 2.2 eingestuft. Rekordsieger ist Gueswendé Sawadogo, der das Rennen zweimal für sich entscheiden konnte. Neben Teams aus Burkina Faso starteten auch Nationalmannschaften aus anderen Länder wie Frankreich, Libyen oder Marokko.

## Sieger
- 2005  Gueswendé Sawadogo
- 2006  Saïdou Rouamba
- 2007  Jérémie Ouédraogo
- 2008  Gueswendé Sawadogo
- 2009  Saïdou Tall
- 2010  Fatao Sawadogo
- 2011  Harouna Ilboudo